# 12 основних принципів анімації
12 принципів анімації — ряд правил, запропонованих у книзі The Illusion of Life: Disney Animation працівників студії Дісней Оллі Джонсона (англ. Ollie Johnston) та Френка Томаса (англ. Frank Thomas). Своєю чергою, автори книги описували досвід робітників студії Дісней, накопичений з 1930-х років, та їх спроби створити більш реалістичні анімації.
Книга вийшла у 1981 році, з того часу запропоновані правила стали стандартом у ряді інших студій, а сам твір почали називати «Біблією анімації». У 1999 році в ході онлайн-опитування її визнали «найкращою книгою про створення анімації в усі часи». Більшість правил стосуються традиційної, мальованої анімації, але вони можуть також застосовуватись і в сучасній комп'ютерній анімації.

## Принципи

### Стиснення та розтягування

Приклад A показує м'яч, що стрибає, але при цьому розміри самого об'єкту не змінюються. У прикладі B м'яч стискається до удару і розтягується після. Крім того, рух прискорюється під час падіння та сповільнюється згодом (відповідно до правила «сповільнення при вході та виході»)

Один з найважливіших принципів полягає у тому, що об'єкти слід розтягувати або стискати для надання мальованим об'єктам ваги та гнучкості. Може застосовуватись як для простих речей типу стрибаючого м'яча, так і для дуже складних, як мускулатура людського обличчя. У критичних випадках стиснення або розтягнення може застосовуватись для створення комічного ефекту.
Для реалістичної анімації варто пам'ятати, що об'єм об'єкту не повинен змінюватись при перетворенні. Тобто, якщо м'яч стискається по вертикалі, він повинен стати довшим і ширшим в інших вимірах.

### Попередній рух

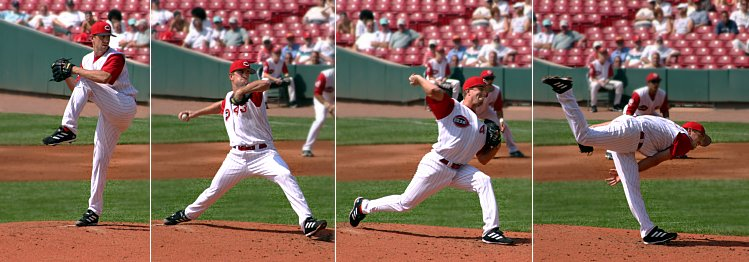
Підготовка: гравець у бейсбол займає відповідну позицію перед тим, як кинути м'яч.

Рух у протилежному напрямку або якась підготовча дія використовується для того, щоб підготувати аудиторію до основної дії або зробити цю основну дію більш реалістичною. Перед стрибком людина згинає ноги у колінах; гольфіст замахується клюшкою перед тим, як вдарити по м'ячу. Цей прийом може також застосовуватись для нефізичних дій: наприклад, рух очей (погляд) за межі екрану передує появі на сцені нового персонажу або фокусуванню погляду на якомусь предметі, вартому уваги.
Навпаки, відсутність попередньої дії може використовуватись для досягнення ефекту несподіванки і сприятиме виникненню у глядача відчуття раптовості події.

### Сцена
Створення анімації схоже на створення фільму або постановку п'єси у театрі. Слід спрямувати увагу глядачів на те, що дійсно важливо й виражати ідею максимально чітко. Джонсон і Томас формулюють цей принцип як «представлення будь-якої ідеї повинно бути чітким і абсолютно зрозумілим, без можливості помилкової трактовки». Під ідеєю тут мається на увазі певна дія, персонаж, емоції або настрій.
Основним інструментом для реалізації даного принципу може бути розміщення персонажу у центрі кадру, зміна тіней або освітлення тощо. Суть полягає у фокусуванні на тому, що важливо і відкиданні усього іншого.

### «Поступовий рух» та «від положення до положення»
Виділяють два підходи до створення анімованого зображення. «Поступовий рух» передбачає, що сцену будуть малювати поступово кадр за кадром. Натомість «від положення до положення» означає, що спочатку буде створено кілька ключових кадрів, що фіксують зміну положення героїв, а інтервали між цими кадрами будуть заповнені пізніше. Перший підхід створює більш плавну анімацію руху, але при цьому важко зберегти положення персонажів та їх пропорції. Другий краще працює у драматичних або емоційних сценах, де композиція та взаємодія з оточенням має велике значення. Також часто використовувалось комбінування обох підходів.
У комп'ютерній анімації, як правило, використовується принцип «від положення до положення», при цьому власне положення предметів у ключових кадрах задає аніматор, а всі інші кадри створюються автоматично.

### Інерція та поступовість рухів
Ці дві пов'язані техніки використовуються для більш реалістичного зображення руху, а також для того, щоб створити ілюзію виконання законів фізики, зокрема інерції. «Інерція»(англ. Follow through) в цьому випадку передбачає, що слабо пов'язані частини тіла продовжуватимуть рух після того, як весь персонаж в цілому зупиниться. Через якийсь момент вони повинні зупинитись і смикнутись назад, зайнявши нормальне положення відносно центра маси персонажу. «Поступовість» (англ. overlapping action) значить, що частини тіла персонажу починають рухатись у різні моменти. Наприклад, спочатку рука, а потім голова. Іноді персонаж починає рухатись, а деякі його частини ще протягом кількох кадрів лишаються на тому самому місці. Такими частинами можуть бути більш-менш відокремлені об'єкти, як одяг, або антена автомобіля, або частина зачіски в людини. Для об'єктів-людей тіло є основою, а руки, ноги, голова та зачіска можуть виступати окремо. Великі сідниці, животи, складки шкіри собак схильні рухатись більш незалежно від основного тіла.
Також рух окремих частин тіла може використовуватись, коли весь персонаж в цілому перебуває в стані спокою. Наприклад, анімація грудної клітини робить персонажа «живішим».

### Сповільнення на початку та при завершенні
Рух більшості об'єктів є повільнішим на початку та перед зупинкою, тому частоту кадрів варто відповідним чином змінювати. Принцип застосовується для персонажів, які чітко змінюють позу (наприклад, сидять, а потім встають), а також для інших предметів, як м'яч, що стрибає, на ілюстрації вище.

### Дуги
У реальному житті більшість об'єктів рухаються по дузі. Наприклад, рука йде навколо суглобів, кинутий камінь летить по параболі. Рух механічних пристроїв є винятком із цього правила.
Коли швидкість об'єкта зростає, дуги стають прямішими. Наприклад, фігурист, що рухається швидше, має менше можливостей і потребує більшого простору для повороту.
Якщо об'єкт рухається не по дузі, це створюватиме ілюзію чогось неправильного. Для прикладу, якщо у сцені на щось звертають увагу вказівним пальцем, цей палець повинен переходити від одного положення до іншого по дузі, щоб дія була сприйнята правильно. У традиційній анімації художники спеціально малювали на кадрах допоміжні дуги, які згодом прибирали у фінальному варіанті.

### Другорядний рух

Під час руху коня хвіст та грива також рухаються, підкреслюючи основну дію.

Додавання до сцени другорядних рухів додає відчуття «життя» та підтримує основні рухи. Ідучи пішки, персонаж може розмахувати руками, говорити або насвистувати, або змінювати вираз обличчя. Важливо, що такий рух має підкреслювати основний, а не відволікати увагу від нього. Наприклад, якщо поєднати вираз обличчя та драматичний жест, останній пройде непоміченим. У такому випадку рухи краще розділити — спочатку змінити вираз обличчя, потім виконати жест і знову щось зробити з обличчям.

### Темп, частота зміни кадрів
У традиційній анімації використання більшої кількості малюнків на один і той самий часовий інтервал сповільнювало рух та робило його більш плавним. Відповідно, за меншої кількості кадрів рух ставав різкішим або швидшим. Зміна темпу може використовуватись для підкреслення характеру персонажу.

### Перебільшення
Використання реального масштабу рухів у анімації робить її нудною та невиразною. Дісней вимагав від аніматорів перебільшувати усі дії, робити кожен рух значнішим на межі карикатурності. Також перебільшуватись можуть емоції, події, реакція персонажів. При цьому важливо витримувати один і той самий рівень перебільшення в усіх сценах протягом фільму. Наприклад, якщо кілька змінених елементів зустрічаються в одній сцені, деякі з них можуть бути зроблені ближчими до реальності.

### Малювання зі збереженням перспективи
Цей принцип вимагає від аніматора розуміння того, як об'єкти виглядають у тривимірному світі і правильного перенесення цього у двовимірний мультфільм. Тому художник (у традиційній анімації) повинен вміти робити креслення, мати глибокі знання з побудови тривимірних фігур, ваги, балансу, анатомії, освітлення і тіней тощо. Сучасні аніматори, які працюють з комп'ютерними програмами, можуть не звертати увагу на деякі з цих речей, але розуміння певних принципів все ще є обов'язковим.

### Харизма та враження
В реальному житті актори мають певну харизму. У анімації персонажів слід малювати так, щоб вони справляли враження на глядача. Вони не обов'язково мають подобатись — монстри та злодії теж припустимі, але всі вони мають запам'ятовуватись глядачеві. Також персонажі мають виглядати відповідно до свого характеру — героїчні, сильні/слабкі тощо, по можливості не допускаючи помилкового сприйняття.